# Dennstaedtia parksii
Dennstaedtia parksii là một loài dương xỉ trong họ Dennstaedtiaceae. Loài này được Copel. ex Morton in Yuncker mô tả khoa học đầu tiên năm 1959.
Danh pháp khoa học của loài này chưa được làm sáng tỏ. 